# بلخنون قلبي
بلخنون قلبي (الاسم العلمي:Blechnum cordatum) هو نوع من النبات يتبع جنس البلخنون من الفصيلة البلخنونية.